# إسماعيل الحميري
إسماعيل بن محمد بن يزيد الحميري (105 هـ - 723 م / 173 هـ - 789م): شاعر شيعي. وهو حفيد الشاعر يزيد بن ربيعة. قال عنه صاحب الأغاني: «يقال إن أكثر الناس شعرا في الجاهلية والإسلام ثلاثة: بشار وأبو العتاهية والسيد، فإنه لا يعلم أن أحدا قدر على تحصيل شعر أحد منهم أجمع».
ولد بالشام قريب من الرحبة، ونشأ بالبصرة، وعاش مترددا بينها وبين الكوفة، ومات ببغداد (وقيل بواسط) وكان يشار إليه في التصوف والورع، مقدما عند المنصور والمهدي العباسيين. وقد أخمل ذكر الحميري وصرف الناس عن رواية شعره إفراطه في النيل من بعض الصحابة وأزواج النبي ﷺ، وكان يتعصب لبني هاشم تعصبا شديدا، وأكثر شعره في مدحهم وذم غيرهم ممن عنده ضد لهم. وطرازه في الشعر قلما يلحق به، وكان أبو عبيدة يقول: «أشعر المحدثين السيد الحميري وبشار».
أخباره كثيرة جمع طائفة كبيرة منها المستشرق الفرنسي دي مينار في مئة صفحة طبعت في باريس. ولأبي بكر الصولي كتاب (أخبار السيد الحميري). وآخر ما كتب عنه (شاعر العقيدة) لمحمد تقي الحكيم، و(ديوان السيد الحميري) جمعه وحققه شاكر هادي شكر.

## نسبه
إسماعيل بن محمد بن يزيد بن ربيعة بن مُفرِّغ بن ذي العشيرة بن الحارث بن دلال بن عوف بن عمرو بن يزيد بن مُرَّة بن مرثد بن مسروق بن يزيد بن يحصب بن دهمان بن عامر بن حمير بن سبأ.